# 미야자키 겐지
미야자키 겐지(일본어: 宮崎 健治, 1977년 6월 24일 ~ )는 일본의 전 축구 선수이다.

## 구단 경력
과거 교토 퍼플 상가에서 활동하였다.